# Gonomyia gemula
Gonomyia gemula är en tvåvingeart som beskrevs av Alexander 1946. Gonomyia gemula ingår i släktet Gonomyia och familjen småharkrankar. Inga underarter finns listade i Catalogue of Life.